# Sycon digitiforme
Sycon digitiforme är en svampdjursart som beskrevs av Hozawa 1929. Sycon digitiforme ingår i släktet Sycon och familjen Sycettidae.
Artens utbredningsområde är havet kring Japan. Inga underarter finns listade i Catalogue of Life.